# Пошилек (Ополско войводство)
Вижте пояснителната страница за други значения на Пошилек.
Пошѝлек (на полски: Posiłek) е махала на селото Рогов Ополски в Южна Полша, Ополско войводство, Крапковишки окръг, община Крапковице.
В Пошилек намира се ресторант и бензиностанция Лотос.

## География

### Местоположение
Селото се намира в географския макрорегион Силезка равнина, който е част от Централноевропейската равнина. Разположено е в близост до пътния възел на магистрала  до републикански път , на 8,5 км севернозападно от общинския център град Крапковице.